# احمد شیرازی
احمد شیرازی (زاده ۱۳۰۹ - درگذشته اوایل مهر ۱۳۶۷ خورشیدی) مدیر فیلم‌برداری، تدوین‌گر، نویسنده و کارگردان سینمای ایران در دهه‌های ۱۳۳۰ تا ۱۳۵۰ خورشیدی است. 
او فعالیت هنری را با چهره‌پردازی و طراحی دکور در تئاتر آغاز کرد و سپس وارد سینمای حرفه‌ای شد. نخستین تجربهٔ سینمایی او در سال ۱۳۳۲، با عنوان عکاس در فیلم محکوم بی‌گناه به کارگردانی علی محزون بود و دو سال بعد، در سال ۱۳۳۴، او اولین فیلم خود را با نام دزد بندر، کارگردانی و تدوین کرد.

## مدیر فیلم‌برداری
1. راهی بسوی خدا (۱۳۵۸)
2. خاتون (۱۳۵۶)
3. شب آفتابی (۱۳۵۶)
4. پاک‌باخته (۱۳۵۵)
5. اخم نکن سرکار (۱۳۵۴)
6. شكست ناپذیر (۱۳۵۳)
7. گروگان (۱۳۵۳)
8. مواظب كلات باش (۱۳۵۳)
9. آقای جاهل (۱۳۵۲)
10. سالومه (۱۳۵۲)
11. سراب (۱۳۵۲)
12. خیلی هم ممنون (۱۳۵۱)
13. قلندر (۱۳۵۱)
14. كلبه‌ای آن‌سوی رودخانه (۱۳۵۰)
15. دنیای پرامید (۱۳۴۸)
16. بر آسمان نوشته (۱۳۴۷)
17. تنگه اژدها (۱۳۴۷)
18. دالاهو (۱۳۴۶)
19. طوفان نوح (۱۳۴۶)
20. میلیونرهای گرسنه (۱۳۴۶)
21. داماد فراری (۱۳۴۵)
22. شمسی پهلوون (۱۳۴۵)
23. خانه خدا (۱۳۴۵) (یکی از فیلم‌برداران)
24. زن و عروسک‌هایش (۱۳۴۴)
25. عروس دریا (۱۳۴۴)
26. عشق و انتقام (۱۳۴۴)
27. گنج قارون (۱۳۴۴)
28. مرخصی اجباری (۱۳۴۴)
29. قهرمان قهرمانان (۱۳۴۴)
30. موطلایی شهر ما (۱۳۴۴)
31. كمینگاه شیطان (۱۳۴۳)
32. پرستوها به لانه برمیگردند (۱۳۴۲)
33. گرگهای گرسنه (۱۳۴۱)
34. طرح چم (۱۳۴۱) (یکی از فیلم‌برداران فیلم مستند)
35. آس و پاس (۱۳۴۰)
36. آهنگ دهكده (۱۳۴۰)
37. عمو نوروز (۱۳۴۰)
38. اول هیكل (۱۳۳۹)
39. عروسک پشت پرده (۱۳۳۹)
40. کی به کیه؟ (۱۳۳۹)
41. سایه (۱۳۳۸)
42. آقای اسكناس (۱۳۳۷)
43. لات جوانمرد (۱۳۳۷)
44. بلبل مزرعه (۱۳۳۶)
45. نردبان ترقی (۱۳۳۶)
46. مرجان (۱۳۳۵)
47. دزد بندر (۱۳۳۴)

## تدوین
1. اخم نکن سرکار (۱۳۵۴)
2. گروگان (۱۳۵۳)
3. آقای جاهل (۱۳۵۲)
4. قلندر (۱۳۵۱)
5. خیلی هم ممنون (۱۳۵۱)
6. میعادگاه خشم (۱۳۵۰)
7. کلبه‌ای آن‌سوی رودخانه (۱۳۵۰)
8. دنیای پرامید (۱۳۴۸)
9. امیرارسلان نامدار (۱۳۴۵)
10. حسین کرد (۱۳۴۵)
11. عروس دریا (۱۳۴۴)
12. مرخصی اجباری (۱۳۴۴)
13. کمینگاه شیطان (۱۳۴۳)
14. پرستوها به لانه برمی‌گردند (۱۳۴۲)
15. جاده مرگ (۱۳۴۲)
16. آهنگ دهكده (۱۳۴۰)
17. عروسک پشت پرده (۱۳۳۹)
18. لات جوانمرد (۱۳۳۷)
19. نردبان ترقی (۱۳۳۶)
20. دزد بندر (۱۳۳۴)

## کارگردان
1. گروگان (۱۳۵۳)
2. کلبه‌ای آن‌سوی رودخانه (۱۳۵۰)
3. دنیای پر امید (۱۳۴۸)
4. دزد بندر (۱۳۳۴)

## نویسنده
1. کلبه‌ای آن‌سوی رودخانه (۱۳۵۰)

## جشنواره‌ها
- برنده جایزه بهترین فیلم‌برداری برای فیلم کلبه‌ای آن‌سوی رودخانه از چهارمین جشنواره سینمایی سپاس تهران در سال ۱۳۵۱